# Симран Бага
Симран Бага (енгл. Simran Bagga; тамилски: சிம்ரன்), је индијска глумица, рођена 4. априла 1976. године у Мумбају (Индија).

## Награде

### Филмфареова награда
- Награђена
  - 1998. — Филмферова награда за најбољу женски дебут (Jуг) у филму V.I.P
  - 2003. — Филмферова награда за најбољу главну глумицу на тамилском језику у филму Kannathil Muthamittal
  - 2009. — Филмферова награда за најбољу главну глумицу на тамилском језику у филму Vaaranam Aayiram
- Номинована
  - 2002. — Филмферова награда за најбољу главну глумицу на jезику телугу у филму Narasimha Naidu